# Gerstleyita
La gerstleyita és un mineral de la classe dels sulfurs. Rep el seu nom de James Mack Gerstley (1907-2007), president de la Pacific Coast Borax Company (posteriorment anomenada United States Borax & Chemical Corporation) entre 1933 i 1961. L'any 2003 va ingressar al US National Mining Hall of Fame.

## Característiques
La gerstleyita és una sulfosal de fórmula química Na₂(Sb,As)₈S₁₃(H₂O)₂, la primera sulfosal de sodi coneguda. Cristal·litza en el sistema monoclínic. Es troba en forma d'esfèrules de color vermell amb estructura laminar fibrosa de fins a 2,5 cm, en argila amb borats. La seva duresa a l'escala de Mohs és 2,5. Segons la classificació de Nickel-Strunz, la gerstleyita pertany a «02.HE - Sulfosals de l'arquetip SnS, amb alcalins, H₂O» juntament amb l'ambrinoïta.

## Formació i jaciments
Va ser descoberta l'any 1956 a la mina Baker, al dipòsit de borats de Kramer, a Boron, al Comtat de Kern (Califòrnia, Estats Units). També ha estat trobada a altres indrets i mines, però tots a dins del mateix dipòsit de borats de la ciutat de Boron.